# Louvilliers-lès-Perche
Louvilliers-lès-Perche – miejscowość i gmina we Francji, w Regionie Centralnym, w departamencie Eure-et-Loir.
Według danych na rok 1990 gminę zamieszkiwało 114 osób, a gęstość zaludnienia wynosiła 8 osób/km² (wśród 1842 gmin Regionu Centralnego Louvilliers-lès-Perche plasuje się na 1020. miejscu pod względem liczby ludności, natomiast pod względem powierzchni na miejscu 919.).